# Hélène Sirder
Hélène Sirder est une avocate et femme politique française exerçant en Guyane. 
Elle fut 1ère vice-présidente de la Collectivité Territoriale de Guyane (CTG), « déléguée au développement durable, aux mines et à l'énergie », du 18 décembre 2015 au 2 juillet 2021. Elle était également présidente du Parc naturel régional de Guyane, membre du Comité consultatif des forêts d’outre-mer de l'Office National des Forêts, et présidente de l'association « Guyane Energie Climat ».
Depuis le 26 avril 2021, elle siège au Conseil économique, social et environnemental. Elle représente la Guyane, au titre de la zone de l'océan Atlantique, au sein du groupe Outre-mer. Elle y a été élue secrétaire du Bureau en mai 2021.